# خربة فينان
تعتبر خربة فينان المعروفة في النصوص الرومانية والبيزنطية المتأخرة باسم  فينو أو فاينو   or Phaeno, موقعًا أثريًا في وادي فينان ، جنوب الأردن.

## اوصف والتنقيب

### وصف الموقع
تقع خربة فينان بالقرب من  وادي فينان، على بعد 215 كيلومترًا من عمان. تم بناؤه بين  وادي ضانا ووادي الغوير. كان الموقع نفسه أحد أكبر مناجم النحاس في الإمبراطورية الرومانية.

### عمليات التنقيب
كان متحف التعدين الألماني في بوخوم في ألمانيا أول من أجرى بحثًا مكثفًا على الموقع في عام 1983 ، وكانوا أول حفريات يتم إرسالها إلى الموقع ، وأول منها لتسجيل الغرض من استخدام الموقع. بناءً على النتائج التي توصلوا إليها أثناء التنقيب ، سجلوا أن التعدين والصهر يعودان إلى الفترة النحاسي حوالي 4500-3100 قبل الميلاد. تم التنقيب في الموقع بشكل مستمر حتى حوالي 400 م ، إلا أن البيانات الأثرية التي تم جمعها في الموقع إلى جانب الدراسات المقابلة تظهر أنه كانت هناك مرحلة أخيرة من التعدين خلال الفترة المماليك التي حدثت بين 1250 إلى 1516 م.

## التاريخ وعلم الآثار
- العصور البرونزية والحديدية  كانت تقع  عند ملتقى وادي ضانا و وادي الغوير. تم احتلال المستوطنة في العصر البرونزي المبكر. [4] نشطت فيها  أنشطة التعدين والصهر خلال العصر الحديدي.  في الكتاب المقدس  تم التعرف على الموقع مع التوراتية بونون، واحدة من محطات  إكسودس.[5][2]
- الفترة النبطية  في زمن المملكة النبطية ، وصلت أنشطة الزراعة والصهر  فيها إلى مستوى جديد من التطور. [5][2]
- الفترات الرومانية والبيزنطية  في العصرين الروماني والبيزنطي ، كان أكبر مجمع تعدين النحاس في المنطقة هو الأكبر في جنوب سوريا. ادعى المؤلفين المسيحيين الأوائل، بما في ذلك يوسابيوس وأثناسيوس من الإسكندرية، بأعداد كبيرة من المسيحيين والزنادقة الذين تم ترحيلهم إلى فاينو، حيث عانوا   ظروف سيئة . [6]